# Білогірський замок
Білогірський замок — перший дерев'яний замок на острові був збудований Доброгостом Яблоновським.

## Історія
За часів правління короля Речі Посполитої Яна III Собеського, Доброгост Яблоновський збудував довгу дамбу та острів на річці Горинь, на якому він збудував дерев'яний замок, який неодноразово зазнавав нападів козаків і кримських татар. Юзеф Олександр Яблоновський, Новогрудський воєвода, близько 1745 року збудував мурований замок. Після його смерті маєток успадкували його дружина, Франциска Яблоновська, уроджена Воронецька, та їхній син Август Яблоновський. 14 березня 1787 року твердиню відвідав король Речі Посполитої Станіслав Август Понятовський. Коли спадкоємці виїхали, фрагмент цінної книжкової колекції опинився в Парижі, в бібліотеці Замойських, а інший фрагмент — у Кам'янецькому ліцеї.
Наступними власниками замку була родина Сапіг, з яких князь Юзеф Сапіга отримав Ляховці. Його дружиною була Теофіла, дочка Юзефа Александра Яблоновського. За участь у Листопадовому повстанні Леона Сапіги в рамках репресій його замок був конфіскований у царською владою.

## Архітектура
Замок, оточений стіною з 1745 року, мав п'ятикутну форму з чотирма двоповерховими вежами по кутах. До замку входили через довгий дамбу, в кінці якої був розвідний міст. До фортеці вели залізні ворота досить великої брами. Кімнати фортеці вражали багатством і розкішшю. Серед кімнат була величезна тронна зала, яка могла вмістити 400 осіб одночасно. Посеред зали стояв трон власника, накритий балдахіном. У фортеці була велика бібліотека та колекції медалей, картин, прикрас і портретів. В середині ХІХ століття в правому крилі було облаштовано винокурню, воловню та броварня, а частину будівлі було призначено під житло для службовців. Сьогодні від замку не залишилося жодних слідів.